# Boris Štok
Boris Štok (Rijeka, 18. ožujka 1978.) hrvatski je pjevač, skladatelj i tekstopisac iz Rijeke.

## Životopis
Rodio se u Rijeci, gdje je završio gimnaziju. Diplomirao je management na Ekonomskom fakultetu u Rijeci.
Glazbeni uzori su mu: Shirley Bassey, Roisin Murphy - Moloko, Frank Sinatra, Brendan Perry, Nina Simone, David Bowie, Randy Crawford i dr.
Glazbom se započeo baviti u nizu demobendova, zborova (Putokazi) i cover bendova s kojima je nastupao u Hrvatskoj i Sloveniji. U studiju je razvijao i pronalazio vlastiti autorski izraz.
2000. godine je započeo karijeru kao suosnivač i dugogodišnji član višestruko nominirane i nagrađivane grupe Quasarr u kojoj djeluje kao autor tekstova, koautor glazbe i glavni vokal. S grupom svira sve vodeće festivale i klubove u regiji, snima tri albuma: Quasarr, Propaganda (Menart) i Sjene (Croatia records), te izdaje singlove koji su osvojili vrhove radijskih top ljestvica. Pjesma “Ljubav” u kojoj gostuje Josipa Lisac dobila je nagradu Porin za najbolju vokalnu suradnju, a najveći hit pjesma "Ti" postaje špica Netflixove serije Novine.

### Suradnje
Surađivao je s brojnim renomiranim i nagrađivanim glazbenicima od kojih se ističu: Josipa Lisac, Matija Dedić, Ante Gelo, Elvis Stanić, Meritas, Jadranka Ivaniš Yaya (Jinx), Chui, Darko Terlević (The Siids), Sandi Bratonja (Urban&4), Mrle & Ivanka, Henry Radanović i drugi. Krajem 2021. g. s grupom Meritas snima duet "Večer".
S Vedranom Križanom osnovao je 2008. godine projekt Manofon. Objavili su dva albuma Tv um i 2. "Ovisnik", prvi singl s tih albuma osvojio je vrhove hrvatskih radijskih top-ljestvica. Projekt je ostvario još zapaženih singlova poput "Ono što već znam", "Ti bi to", "Trag" i dr.

### Samostalna karijera
2017. godine započeo je samostalnu karijeru singlovima: "Ove misli", "Voli me još ovu noć", "Ispod kože" te "Kao mi". Iste godine objavljuje debitantski EP Puls, objavljen u ograničenoj nakladi te odmah biva nominiran za nagradu Porin kao najbolji novi izvođač.
U listopadu 2018. g. izdaje svoj prvi samostalni dugosvirajući album Ispod kože za koji biva nominiran te nagrađen Porinom u kategoriji “Najbolji album alternativne glazbe“. Nastupa na vodećim festivalima i klubovima u regiji te gostuje u brojnim tv emisijama.
U studenom 2020. g. izdaje drugi samostalni album Uvijek dio mene za koji opet biva nominiran za nagradu Porin. Album sadrži brojne uspješne radijske singlove poput: "Predajem se tebi", "Reci mi", "Još uvijek" itd.
S pjesom "Grijeh" završio je na 14. mjestu Dore 2023.. 
Također, u suradnji sa stranim autorima nastupio je i na Dori 2024. s pjesmom "Can we talk" i završava na 12. mjestu. 

## Nastupi na televiziji
Dana 22. travnja 2018. nastupio u glazbenoj emisiji na HRT2 Garaža u 19.30. Pratio ga je sastav Dino Šimonović – bubanj, Vladimir Tomić – gitara, Nikola Mesarek – bas, Dorian Cuculić – klavijatura, Jelena Fabijan – pozadinski vokal, pridruženi član: Darko Terlević – gitara. Izveli su skladbe "Kao mi", "Tišina", "Baby, Baby", "Ove misli" i "Ispod kože".

## Glazbena priznanja
- 2014. – kao član sastava Quasarr, dobitnik nagrade Porin za vokalnu suradnju u pjesmi "Ljubav" u duetu s Josipom Lisac.
- 2018. – nominacija za Porin u kategoriji br. 3 - Novi izvođač godine.
- 2019. – dobitnik nagrade Porin za album Ispod kože u kategoriji “Najbolji album alternativne glazbe“.
- 2021. – nominacija za Porin s albumom Uvijek dio mene, u kategoriji "Najbolji album alternativne glazbe"

## Vanjske poveznice
- Discogs Boris Štok
- Boris Štok - Službena sranica